# Christian Langaard

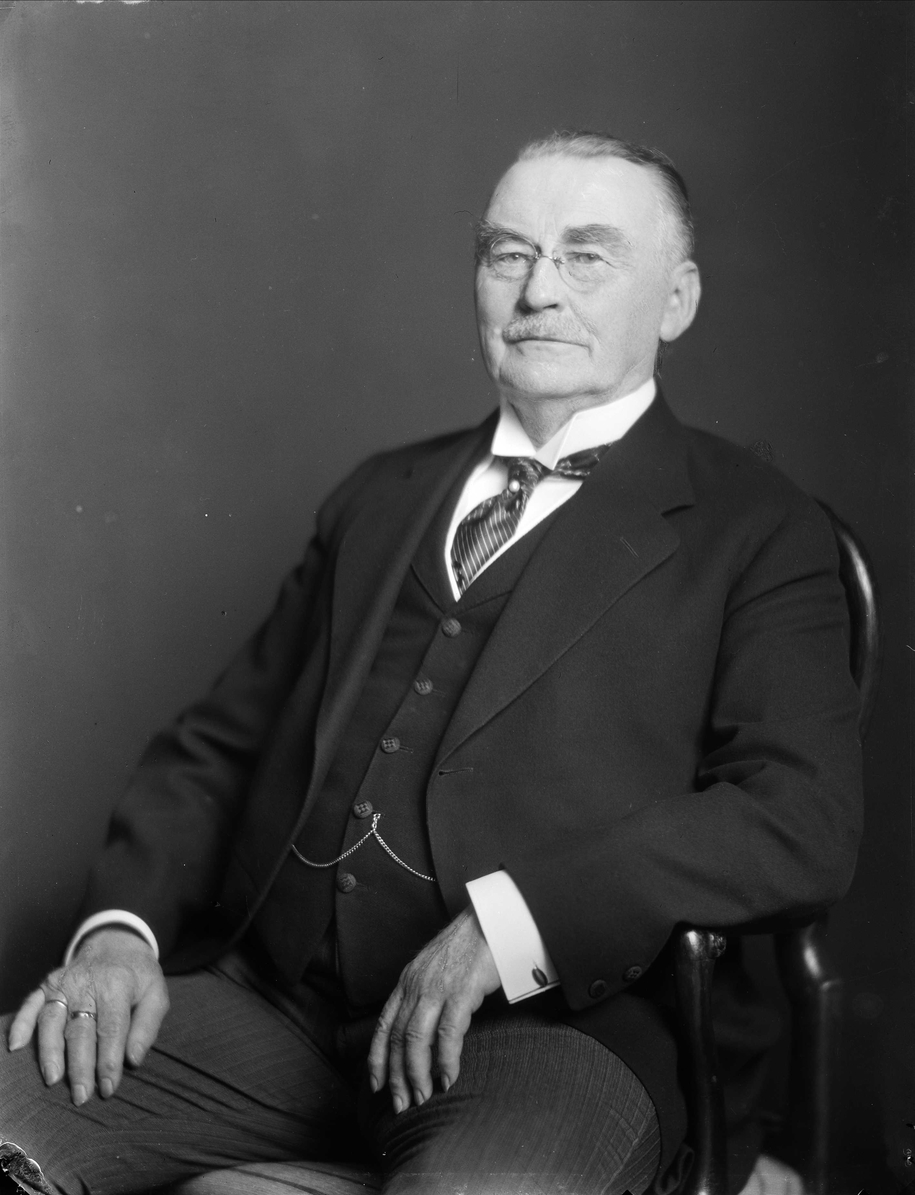
Christian Langaard, 1920.

Knud Christian Langaard, född den 5 augusti 1849 i Kristiania, död där den 31 augusti 1922, var en norsk industriidkare och donator, son till Mads Langaard, brorson till Conrad Langaard.
Langaard var delegare och intressent i en mängd industriföretag, såsom Follums träsliperi, Frydenlunds bryggeri och Aug. Pellérin fils & comp:s margarinfabrik med flera, innehade en mängd förtroendevärv och gav åt många allmännyttiga företag sitt ekonomiska stöd.
På sin 60-årsdag skänkte han värdefulla samlingar till Kristiania konstindustrimuseum och till Nationalgalleriet, där en särskild sal med givarens namn innehåller hans gåvor.
Samlingarna har beskrivits i Christian Langaards samlinger af malerkunst og kunsthaandverk fra fortiden med tekst av Harry Fett, Henrik August Grosch, Emil Hannover, Karl Madsen, Jens Thiis (2 band, 1913).